# Steeve Laffont

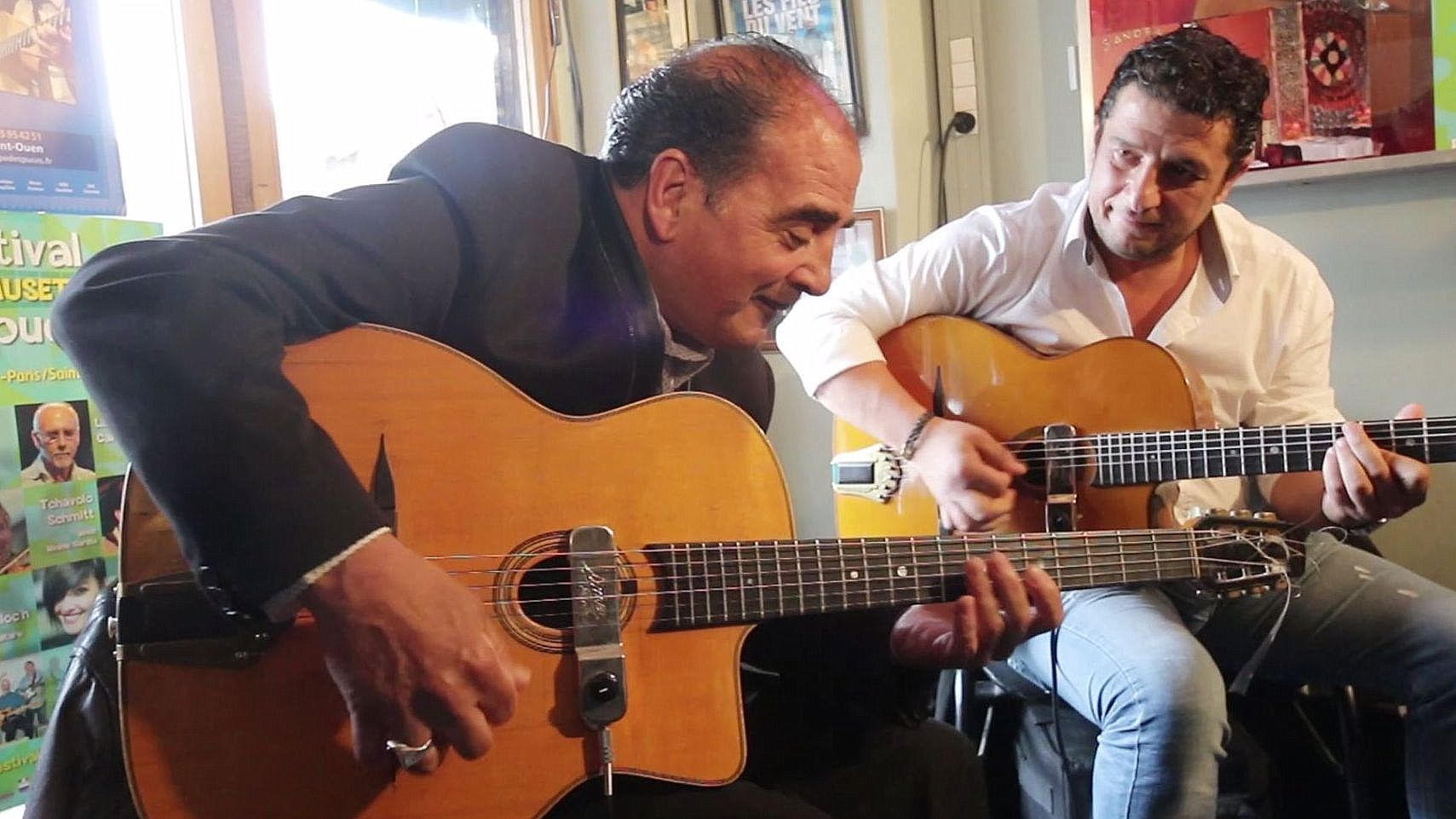
Steeve Laffont (rechts) mit Tchavolo Schmitt (2016)

Steeve Laffont (* 10. November 1975 in Perpignan) ist ein französischer Gitarrist des Jazz manouche.

## Leben und Wirken
Laffont, der in einer piemontesischen Sinti-Familie aufwuchs, begann als Autodidakt im Alter von sechs Jahren mit dem Klavierspiel. Bald darauf schenkte ihm sein Onkel Mario Petriccioli seine erste Gitarre; er lernte diese ursprünglich durch Beobachtung seiner Onkel und Cousins beim Spiel.
Zunächst trat Laffont mit Sré Kidjales (seinen Cousins) auf, mit den Gitarristen Rudy Rabuffetti und David Briol sowie Serge Oustiakine am Kontrabass, später mit den Gitarristen Chriss Campion & Yorgui Loeffler (Latchès, 2008). Sein Album Swing for Jess, das 2009 veröffentlicht wurde, wurde 2011 mit dem Grand Prix du Hot Club de France ausgezeichnet. Mit Yorgui Loeffler und Raphaël Faÿs sowie verschiedenen Bassisten entstand das Doppelalbum Django et rien d’autre (2010). Auf seinen neueren Alben wie Enamoromaï setzt er sich zudem mit dem Flamenco Jazz auseinander. Weiterhin spielte er mit Tchavolo Schmitt, Biréli Lagrène, Bastien Ribot, Stochelo Rosenberg/Didier Lockwood und Antoine Tato Garcia (Rumbason).

## Diskographische Hinweise
- Steeve Laffont Sré Kidjalés Latchès (Plus Loin Music 2005, mit Rudy Rabuffetti, Serge Oustiakine, sowie David Briol, Mario Petriccioli)
- Swing for Jess (Le Chant du Monde 2009, mit Rudy Rabuffetti, Serge Oustiakine  sowie Costel Nitescu)
- New Quintet (Le Chant du Monde, 2012, mit Christophe Fournier, Rudy Rabuffetti, Serge Oustiakine, Alexandre Velasco)
- Enamoromaï (Ouest/L’Autre Distribution 2016, mit Joseph Soles Patane, Christophe Fournier, Mathieu Chatelain, Rudy Rabuffetti, William Brunard)
- Steeve Laffont Trio Featuring Costel Nitescu Night in Corsica (Cristal Records 2019, mit Rudy Rabuffetti, Guillaume Bouthié)
- Alba Gitana (KaRu 2022, mit Costel Nitescu, Rudy Rabuffetti, Dominique di Piazza sowie Antoine Tato Garcia)